# Loison-sous-Lens
Loison-sous-Lens – miejscowość i gmina we Francji, w regionie Hauts-de-France, w departamencie Pas-de-Calais.
Według danych na rok 1990 gminę zamieszkiwało 5688 osób, a gęstość zaludnienia wynosiła 1602 osób/km² (wśród 1549 gmin regionu Nord-Pas-de-Calais Loison-sous-Lens plasuje się na 153. miejscu pod względem liczby ludności, natomiast pod względem powierzchni na miejscu 799.).